# Hypsobadistes stuarti
Hypsobadistes stuarti is een rechtvleugelig insect uit de familie grottensprinkhanen (Rhaphidophoridae). De wetenschappelijke naam van deze soort is voor het eerst geldig gepubliceerd in 1977 door Hubbell.